# Самохвалов, Александр Иванович
Александр Иванович Самохвалов (19 [6] февраля 1902 года, Баку — 2 декабря 1956 года, Москва) — советский партийный и государственный деятель.

## Биография
Александр Иванович Самохвалов родился 6 (19) февраля 1902 года в Баку в семье рабочего.
С 1913 по 1914 годы работал рассыльным частной аптеки в Баку, а с 1914 по 1920 годы — котельщиком судоремонтного завода в Саратове.
В 1918 году и с 1920 по 1921 годы служил в РККА. Принимал участие в Гражданской войне.
В 1920 году Самохвалов вступил в РКП(б).
С 1921 по 1925 годы работал секретарём Хволынского укома РКСМ Саратовской области, заместителем секретаря Саратовского губкома РКСМ, секретарём Вольского укома РКСМ Саратовской области и секретарём Уральского губкома РКСМ Казахской АССР.
В 1925 году был назначен секретарём бюро ВКП(б) Казахской национальной кавалерийской школы в Кзыл-Орде.
С 1926 года — заведующий агитационно-пропагандистским отделом и секретарь райкома ВКП(б) в посёлке Эмба (Уральская область), а с 1928 по 1929 годы — заместитель заведующего отделом руководящих партийных органов Уральского окружкома ВКП(б).
В 1933 году Александр Иванович Самохвалов окончил факультет цветных металлов Ленинградского политехнического института по специальности «инженер по электролизу расплавленных солей», после чего работал инженером, начальником монтажа центральной лаборатории глинозёмного цеха, а с 1937 года — директором Волховского алюминиевого завода (Ленинградская область).
С 24 января 1939 по 9 июля 1940 года был народным комиссаром цветной металлургии СССР.
С 1939 по 1941 годы — кандидат в члены ЦК ВКП(б).
В 1940 году назначен директором Карабашского медеплавильного завода, а в 1942 году — директором Балхашского медеплавильного завода.
В 1945 году назначен начальником Главного управления медеплавильной и меднорудной промышленности Наркомата цветной металлургии СССР.
С 1946 года работал на должности начальника Главного управления алюминиевой и магниевой промышленности Министерства цветной металлургии СССР и одновременно с 1947 по 1948 годы работал заместителем министра.
С 1951 года — заместитель министра цветной металлургии СССР, а с марта 1953 года — начальник Главного управления медной и никелевой промышленности Министерства металлургической промышленности СССР.
В 1954 году работал заместителем министра цветной металлургии СССР. В апреле того же года Самохвалов был назначен на должность министра цветной металлургии Казахской ССР. На этой должности проработал до августа 1956 года, когда стал директором Центрального конструкторского бюро буровых машин министерства цветной металлургии СССР (Солнечногорск, Московская область).
Депутат Верховного Совета Казахской ССР 4 созыва.
Александр Иванович Самохвалов умер 2 декабря 1956 года в Москве. Похоронен на Новодевичьем кладбище.

## Награды
- Орден Ленина (26.04.1939)
- Орден Трудового Красного Знамени